# Frankfort (Indiana)
Frankfort – miasto w Stanach Zjednoczonych, w stanie Indiana, w hrabstwie Clinton.